# Mayer Mizrachi
Mayer Mizrachi Matalon (Ciudad de Panamá, 25 de agosto de 1987) es un empresario y político panameño, y desde el 1 de julio de 2024 es el alcalde del distrito de Panamá. Es fundador de la empresa Criptext, así como de Geeky Motors, dedicada a la importación de vehículos Tesla a Panamá, la cual fue lanzada oficialmente el 17 de agosto de 2020.

## Vida política
Incursionó en la política para participar en las elecciones de mayo de 2024, cuando fue postulado como candidato a alcalde del distrito de Panamá por parte del Partido Popular para el periodo 2024-2029. Había anunciado a través de la red social X (también conocida como Twitter) en octubre de 2023 que estaba a disposición de cualquier partido que quisiera presentarlo como alcalde.
En las elecciones obtuvo la victoria al obtener más de 156 mil votos, superando a Edison Broce de libre postulación, con 132 mil votos y al candidato del partido Cambio Democrático Guillermo Willie Bermúdez, que quedó en el tercer lugar.
Mizrachi asumió el cargo de alcalde el 2 de julio de 2024, teniendo como vicealcalde al abogado Roberto Ruíz Díaz.

## Polémicas

### Caso Criptext
Se trata del caso en que la empresa Innovative Venture, representada por Mizrachi, le vendió licencias de uso a la Agencia de Innovación Gubernamental de Panamá, una plataforma de mensajería de texto cifrado (conocida como Criptext) para uso del Estado, del 30 de marzo al 30 de diciembre de 2014. La investigación inició tras la denuncia que hizo Irvin Halman, administrador de la AIG, sobre supuestas irregularidades que surgieron por la firma del contrato de la plataforma al no ser instaladas en los estamentos de seguridad del estado. Además se le acusaba de incumplimiento de un contrato de mejora y digitalización de los sistemas de comunicación por un monto aproximado de $211,850 dólares.
El 30 de julio de 2018, la Fiscalía General de Cuentas de Panamá determinó, a través de una investigación que contó con la práctica de peritajes correspondientes, que no existía lesión patrimonial en los contratos celebrados entre la empresa Innovative Venture, S.A. y la Autoridad de Innovación Gubernamental de Panamá.
El 1 de septiembre de 2021, el caso Criptext fue cerrado dándole la razón a Mizrachi.
No obstante, el 29 de mayo de 2023 la Fiscalía Séptima Anticorrupción solicitó a la Juez Primera Liquidadora de Causas Penales, Agueda Rentería para que se dictara un auto de llamamiento a juicio a Mizrachi, junto con el exdirector de la Autoridad de Innovación Gubernamental (AIG) entre 2009-2014, Eduardo Jaén, y otras tres personas por presuntos delitos de blanqueo de capitales dentro de la entidad, siendo Mizrachi su contratista. El 10 de julio de 2023 se dictó el auto de llamamiento de juicio, quedando pendiente la fecha de juicio en abril de 2024. Mizrachi se ha defendido de la acción, tildándolo de «doble juzgamiento».

### Detención en Colombia
En diciembre de 2015 fue detenido en el Aeropuerto Internacional Rafael Núñez de Cartagena de Indias en Colombia, requerido con circular roja de Interpol por estar acusado de delito contra la administración pública de Panamá relacionado con el gobierno del expresidente Ricardo Martinelli. Tras pasar seis meses detenido en La Picota, y haber pagado una fianza de 100 mil dólares, fue puesto en libertad el 22 de junio de 2016. Solicitó asilo político en Colombia el 23 de junio de 2016, que posteriormente fue denegado y Mizrachi fue deportado a Panamá el 7 de septiembre de 2016.
El 8 de septiembre del 2016 se le impuso una prohibición de salida de Panamá. El 3 de junio de 2024, el Tribunal Superior de Liquidación de Causas Penales eliminó la medida cautelar de impedimento de salida del país de Mizrachi, sin embargo el juzgado decidió mantener el resto de las medidas cautelares.